# Бофалора (Кремона)
Бофалора је насеље у Италији у округу Кремона, региону Ломбардија.
Према процени из 2011. у насељу је живело 38 становника. Насеље се налази на надморској висини од 48 м.